# Patto di retrovendita
Il patto di retrovendita (pactum de retrovendendo) è una forma peculiare di contratto di compravendita (emptio venditio) o retrocessione, in base alla quale il compratore si obbliga a ritrasferire al venditore il bene precedentemente ceduto entro una data prestabilita. 
Nel caso viceversa sia l'alienante ad essere obbligato al riacquisto, allora si parla più propriamente di patto di riacquisto (pactum de retroemendo).